# Campeonato Mundial de Curling Masculino de 2005
El XLVII Campeonato Mundial de Curling Masculino se celebró en Victoria (Canadá) entre el 2 y el 10 de abril de 2005 bajo la organización de la Federación Mundial de Curling (WCF) y la Federación Canadiense de Curling.
Las competiciones se realizaron en el Save-On-Foods Memorial Centre de la ciudad canadiense.

## Tabla de posiciones
| Pos | Equipo         | G | P  | G–P |
| --- | -------------- | - | -- | --- |
| 1   | Escocia        | 8 | 3  | –   |
| 2   | Alemania       | 8 | 3  | –   |
| 3   | Noruega        | 8 | 3  | –   |
| 4   | Canadá         | 8 | 3  | –   |
| 5   | Finlandia      | 8 | 3  | –   |
| 6   | Estados Unidos | 8 | 3  | –   |
| 7   | Suiza          | 6 | 5  | –   |
| 8   | Nueva Zelanda  | 5 | 6  | –   |
| 9   | Suecia         | 3 | 8  | –   |
| 10  | Australia      | 2 | 9  | –   |
| 11  | Dinamarca      | 1 | 10 | 1–0 |
| 12  | Italia         | 1 | 10 | 0–1 |

## Cuadro final
|  | Clasif. a semifinal | Clasif. a semifinal | Clasif. a semifinal |  |  | Semifinal | Semifinal |  |        | Final   | Final |
|  |                     |                     |                     |  |  |           |           |  |        |         |       |
|  | 1                   | Escocia             | 8                   |  |  |           |           |  |        |         |       |
|  | 2                   | Alemania            | 7                   |  |  |           |           |  |        | Escocia | 4     |
|  |                     |                     |                     |  |  | Alemania  | 6         |  | Canadá | 11      |       |
|  |                     | Canadá              | 8                   |  |  |           |           |  |        |         |       |
|  | 3                   | Noruega             | 6                   |  |  |           |           |  |        |         |       |
|  | 4                   | Canadá              | 7                   |  |  |           |           |  |        |         |       |

## Medallistas
| Evento    | Oro                                                                                     | Plata                                                                     | Bronce                                                                               |
| --------- | --------------------------------------------------------------------------------------- | ------------------------------------------------------------------------- | ------------------------------------------------------------------------------------ |
| Masculino | Canadá · David Nedohin · Randy Ferbey · Scott Pfeifer · Marcel Rocque · Dan Holowaychuk | Escocia David Murdoch Craig Wilson Neil Murdoch Euan Byers Ewan MacDonald | Alemania · Andreas Kapp · Ulrich Kapp · Oliver Axnick · Holger Höhne · Andreas Kempf |